# JR東日本EV-E301系電車
EV-E301系電車（EV-E301けいでんしゃ）は、東日本旅客鉄道（JR東日本）の一般型直流用蓄電池駆動電車である。「ACCUM」（アキュム）の愛称を持つ。

## 概要
JRグループ初の蓄電池動車（蓄電池駆動電車）として、老朽化した烏山線のキハ40系の置き換えを目的として開発され、2014年（平成26年）3月15日のダイヤ改正より運用を開始した。
屋根上に集電装置（パンタグラフ）を持つVVVFインバータ制御の電車に走行用のリチウムイオン電池を搭載し、架線のない区間でのモーターによる走行を可能にした営業用蓄電池駆動電車である。愛称の「ACCUM」も蓄電池を表す英語「Accumulator」から採られている。
鉄道友の会の第55回ローレル賞受賞。

## 構造

### 車体
車体は、総合車両製作所が開発した「sustina」を採用したステンレス製である。同社のブランド名「sustina」を採用した車両としては、東急東横線5050系サハ5576号に続く二例目となる。前頭部は非貫通構造で前面窓上部には前部標識灯と3色LED式の行先表示装置を装備する。運転室は、事故などの衝突時における乗務員の保護を図るため、前面部の構造を強化し運転室背面には救出口を設けており、ワンマン運転を行うため運賃箱、室内確認ミラー、ワンマン操作器、ワンマン設定器を設置している。側面は両開き3扉で、一部の扉の横にドア扱い表示器と上部に3色LED式の行先表示装置が装備されている。また、非電化区間と電化区間の両方のホームの高さに対応できるように、車両の床面高さを1130mmに設定して、段差の低減を図っている。

### 車内
客室内装は、E233系電車と同様にユニバーサルデザインの採用とバリアフリーの向上が図られ、室内照明はLED化、座席はオールロングシートとなっている。側扉の脇には整理券発行機や側扉開閉ボタンを装備し、連結面側車端部には車椅子スペースを備える。また、乗務員室側には列車の行先を表示する2つのモニタ装置を、連結面側妻部には車両の主回路の電気の流れや蓄電池の充電状況を表示する車内情報装置を取付けている。トイレ設備は設置されていない。両形式とも後位左側に機器室を設けたため、当該部分には側窓がない。

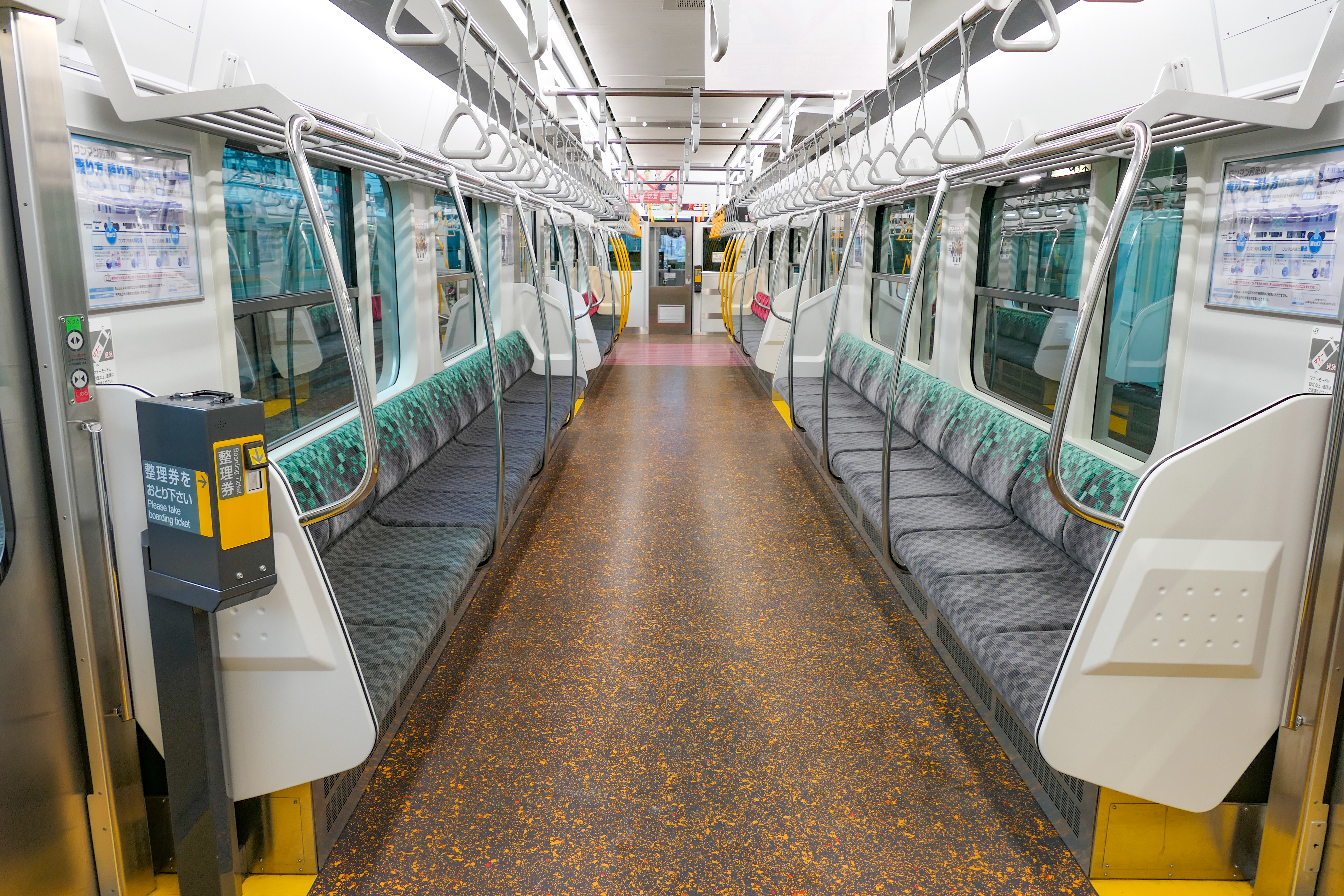
車内
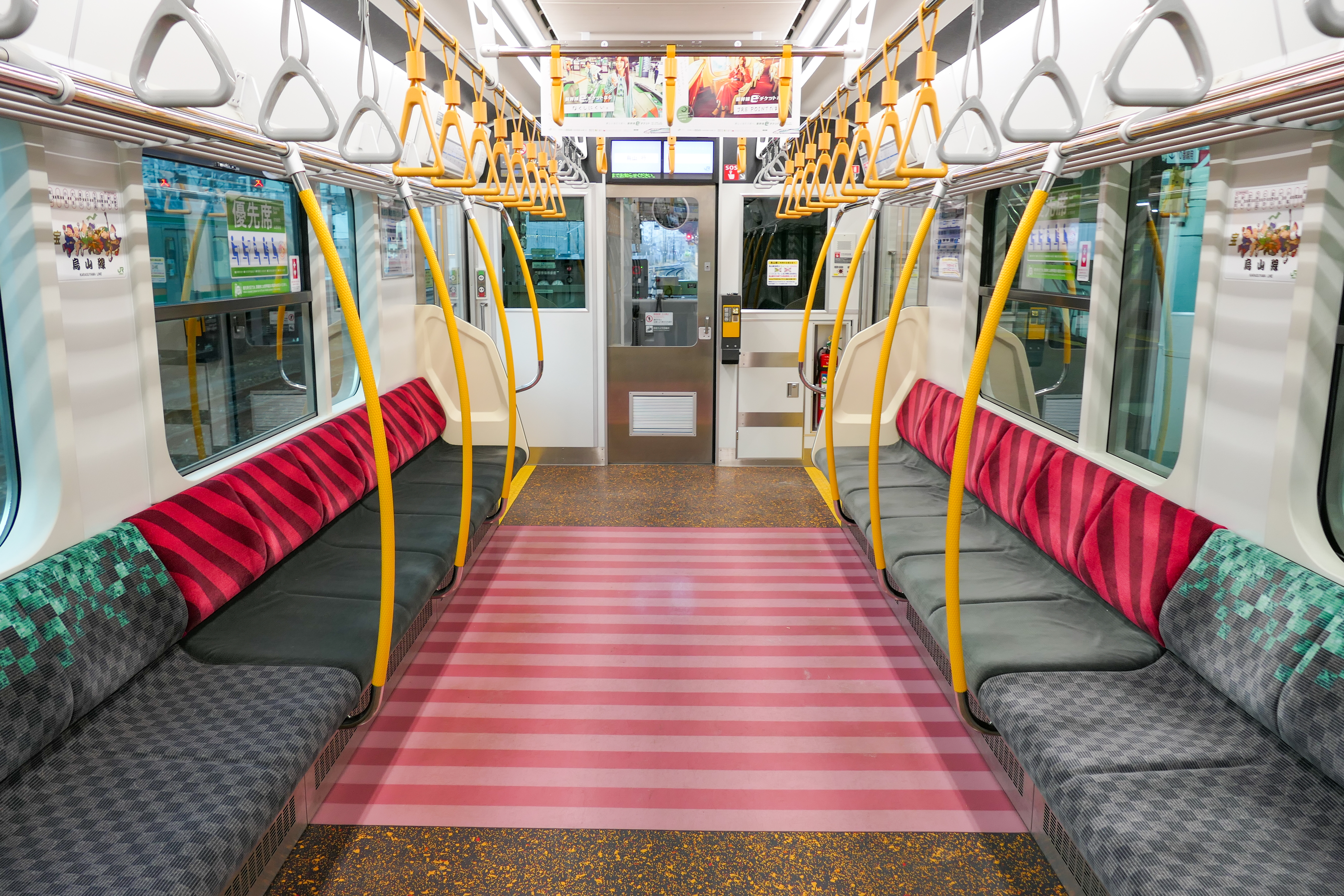
優先席付近
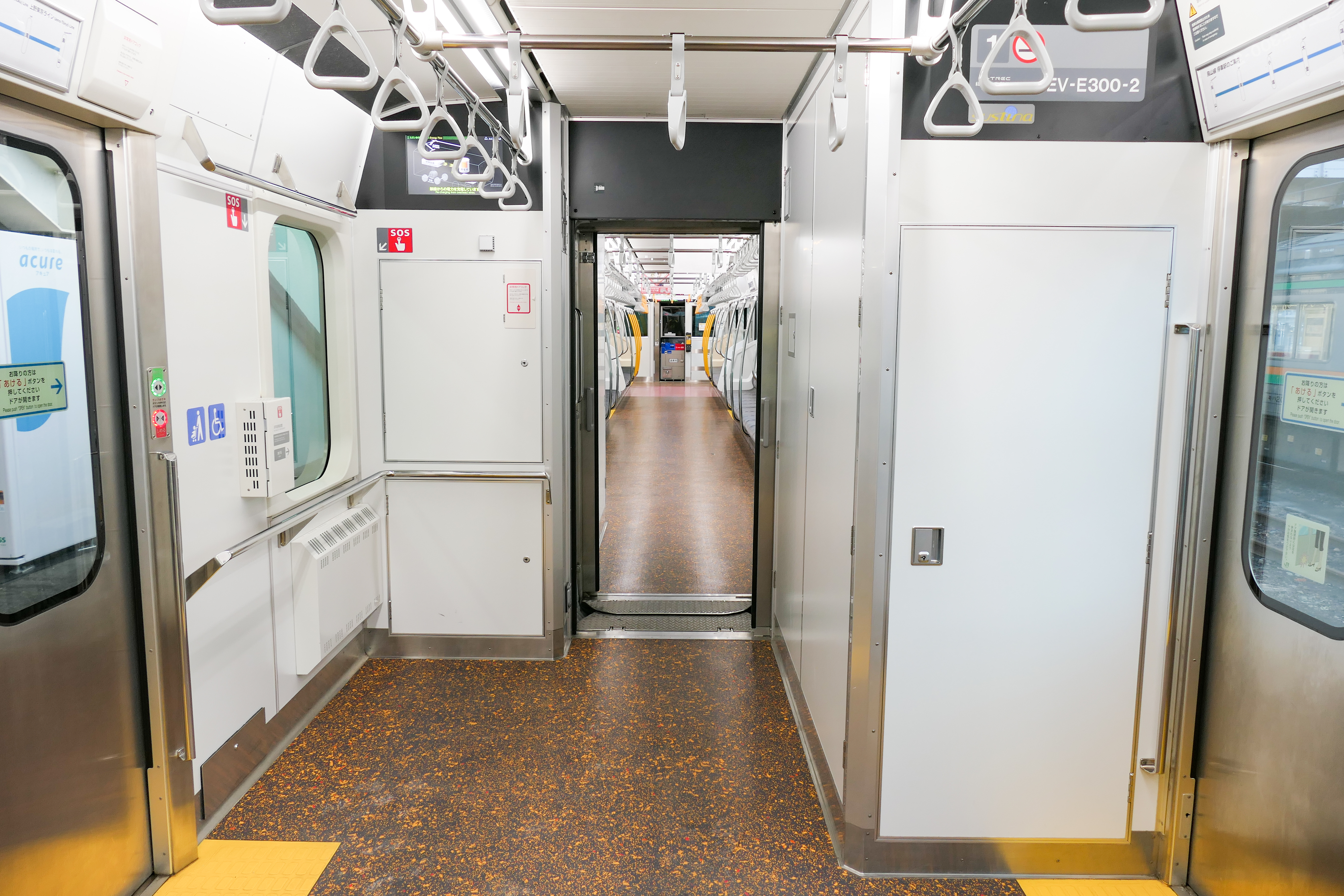
機器室と車椅子スペース
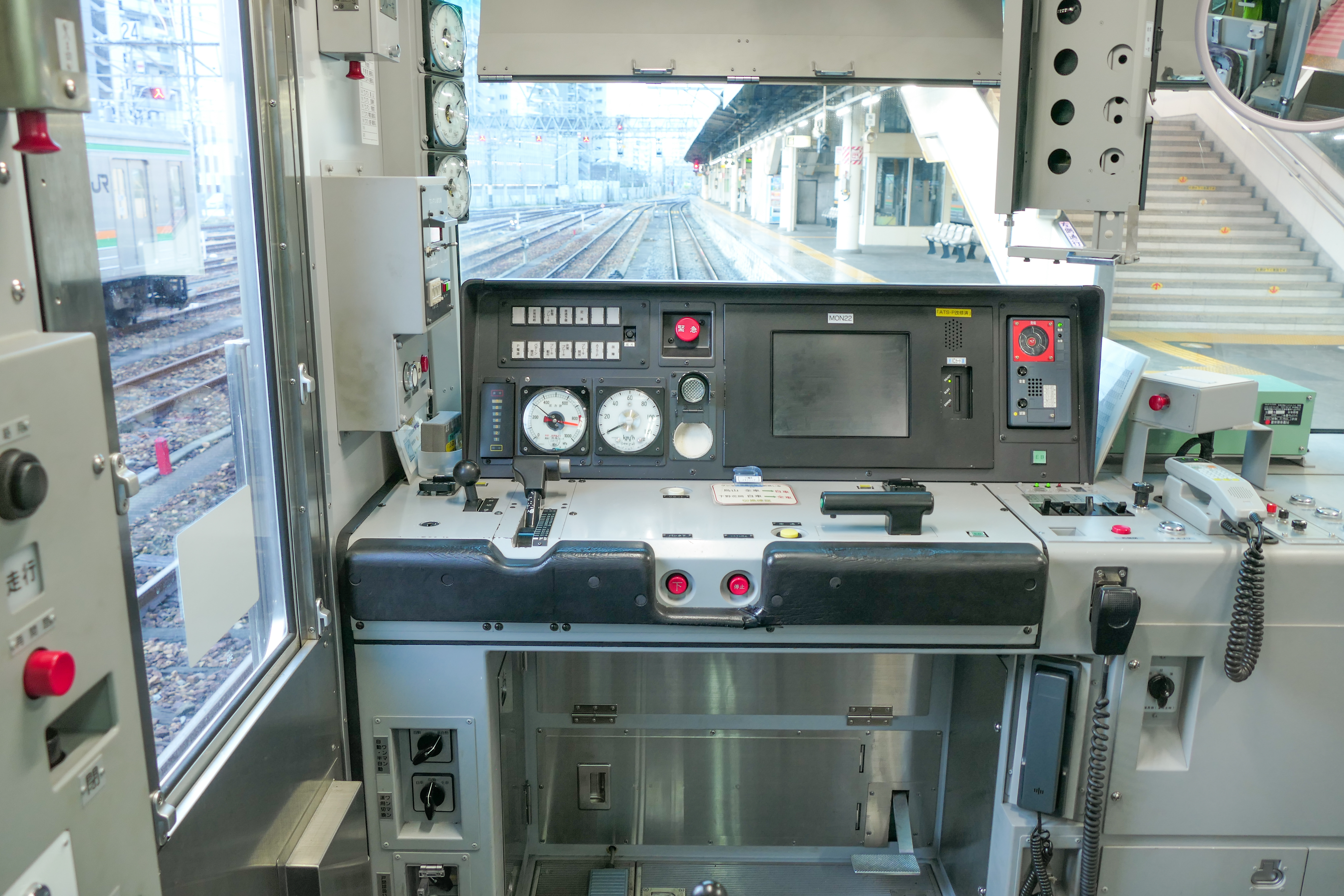
運転台
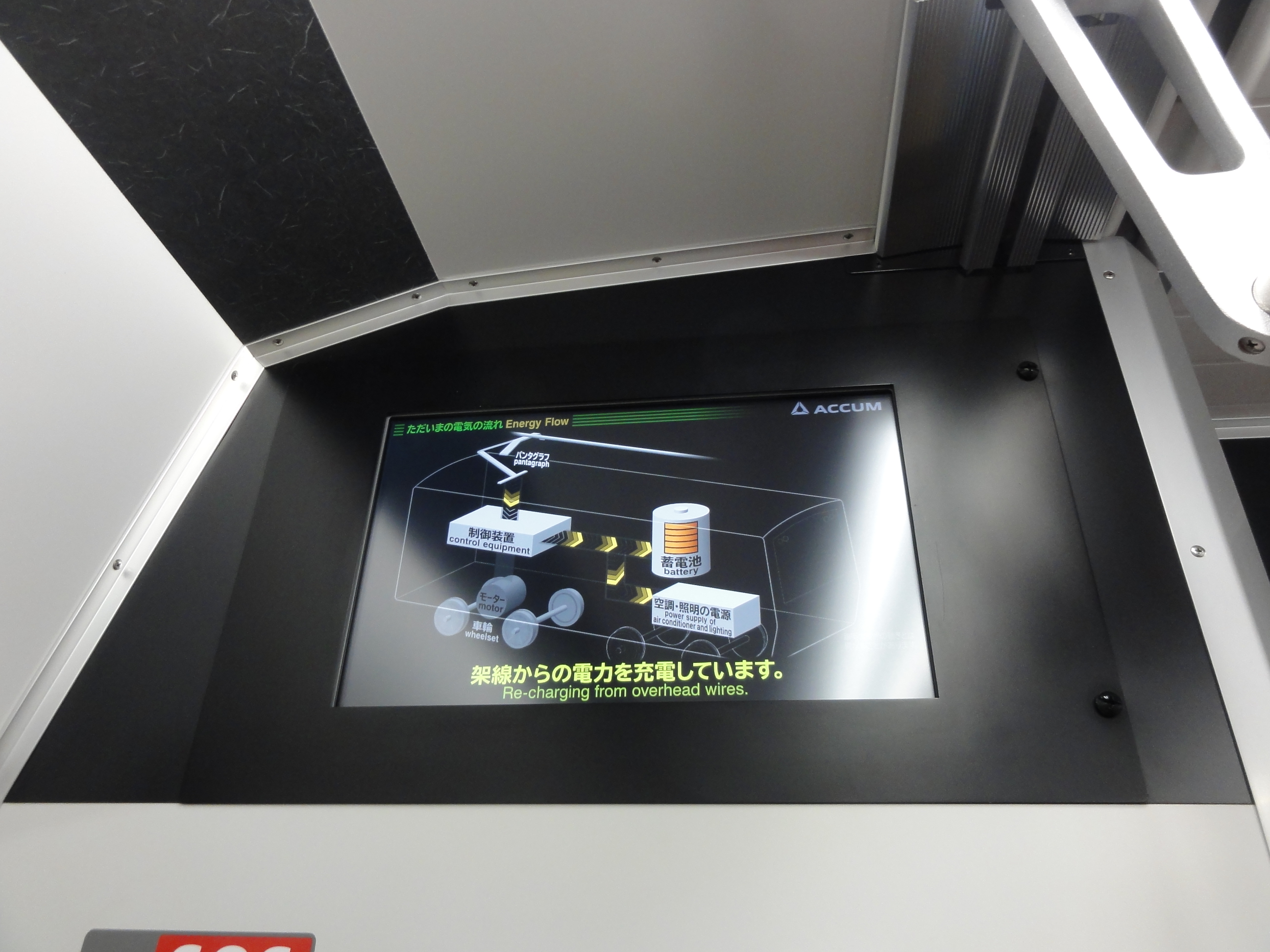
主回路の電流や蓄電池の充電状況を表示する車内情報装置

### 電源・制御機器

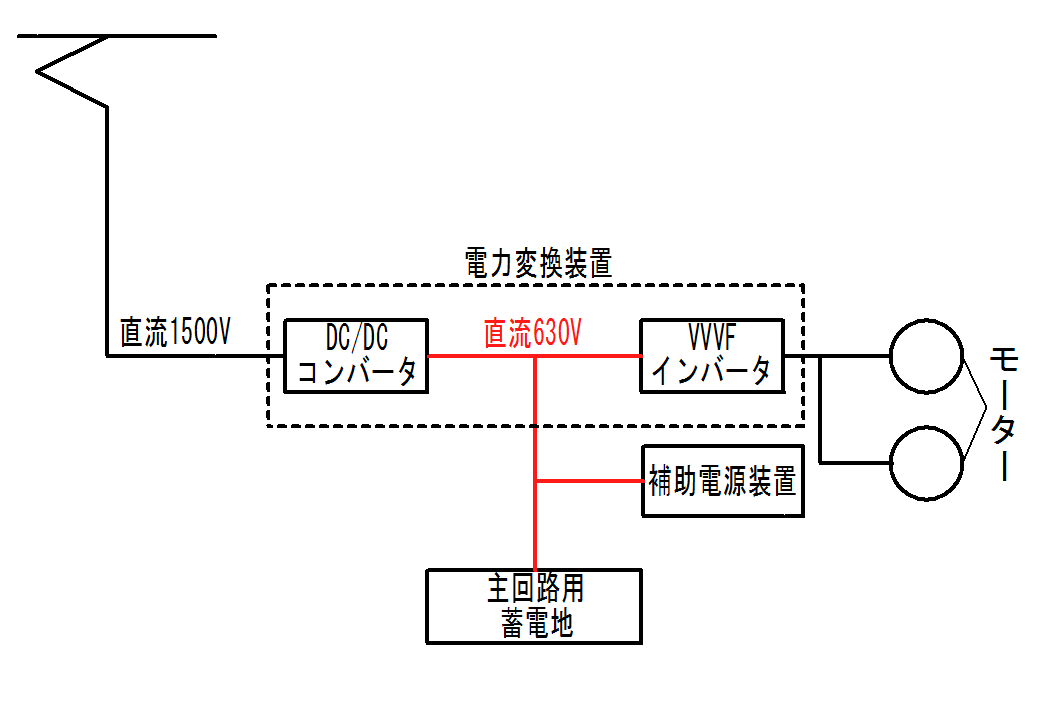
主回路の見取り図

架線からの直流1,500 VをDC-DCコンバータ装置で630 Vに降圧した上で、その後VVVFインバータで三相交流に変換して交流誘導電動機を制御する。DC-DCコンバータ装置とVVVFインバータ装置は三菱電機、一体形の電力変換装置を構成する。DC-DCコンバータ装置とVVVFインバータ装置の間には、5台を1群として各車の床下に搭載する主回路用リチウムイオン蓄電池 (630V-95kWh・GSユアサ製) と容量100kVAの補助電源装置の静止形インバータ (SIV・電力変換装置と同様に三菱電機製) が接続される。非電化区間ではこの蓄電池を電源として走行する。編成当たりの蓄電池は10台、蓄電池容量は190.1kWhである。
後述する駅の地上充電設備で行われる急速充電では、剛体架線を使用することにより通常の架線よりも大きな電流により充電が行われる。通常の架線とは集電電流の制限値が異なるため、地上から送信される地点情報を受信して、車両自体が在線している場所の架線状態を自動的に認識する架線認識装置を搭載している。認識装置は急速充電中のパンタグラフの上昇下降の制限と起動防止、非電化区間でのパンタグラフ上昇の防止と上昇のままの進入防止、架線の条件に合わせた集電電流値の制御を行う。また、リチウムイオン蓄電池は、安全を確保するため、専用の蓄電池箱に収められ、完全に隔離された状態で床下に搭載され、蓄電池の充放電時の温度上昇や留置時での蓄電池箱内の蓄電池間の温度差の低減が図られている。乗務員室の助士側には、主回路用蓄電池の入切スイッチのほか、前述した急速充電に関連するスイッチが配置されている。
電化区間では、パンタグラフより得た架線からの電気をVVVFインバータ装置に送り、主電動機を駆動させるが、蓄電池の充電率が低い場合には、架線からの電気により蓄電池への充電を行う。また、惰行時や駅での停車時でも充電率が低い場合は充電が続けられる。
一方、非電化区間では、パンタグラフを降下させて、充電された蓄電池から供給される電気をVVVFインバータ制御装置に送り、主電動機を駆動する。終着駅到着後はパンタグラフを上昇させ、駅に設置された地上充電設備の剛体架線より直流1,500 Vを給電し、電力変換装置を介して蓄電池に急速充電する。充電完了後はパンタグラフを降下させ、再び充電された蓄電池を電源として走行する。
なお、回生ブレーキ作動時に主電動機から発生した電力は、VVVFインバータ制御装置により直流630 Vに変換され、非電化区間においては蓄電池の充電に用いられる。また、電化区間においては非電化区間と同様に発生した電力を用いて蓄電池の充電を行うほか、余剰な回生電力をDC-DCコンバータ装置によって直流1,500 Vに昇圧し、パンタグラフを介して架線へ返還する。
補助電源装置の静止形インバータ (SIV) と電動空気圧縮機 (CP) をEV-E300形に搭載し、補助電源装置は、電化区間では架線からの電気で、非電化区間では蓄電池からの電気で稼動することで、空調や照明などの電源を供給している。

### 台車
台車は、軽量ボルスタレス台車を採用し、動力台車がDT79形、付随台車がTR255D形となっている。軸箱支持装置は軸梁式を採用している。

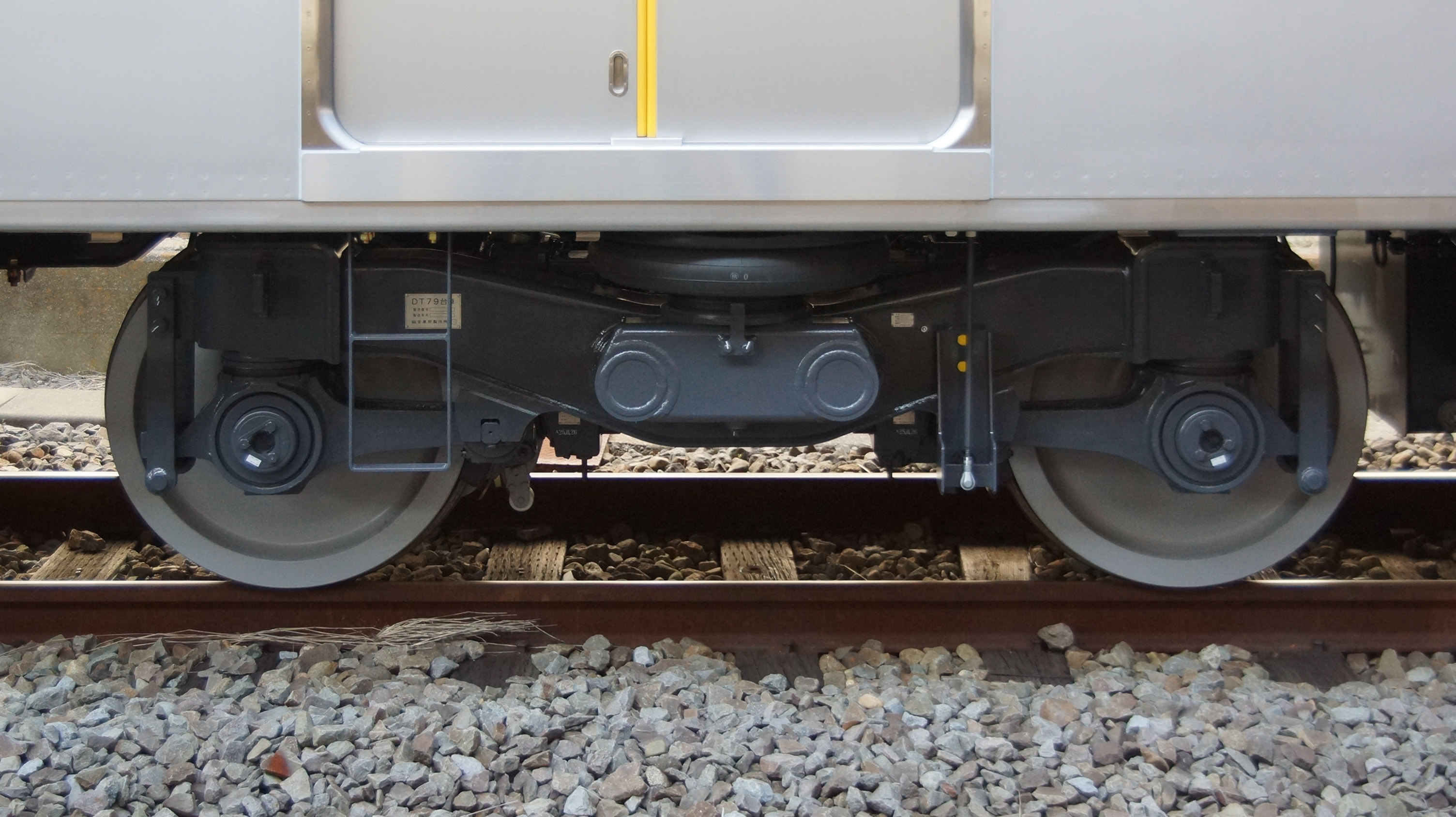
動力台車のDT79形
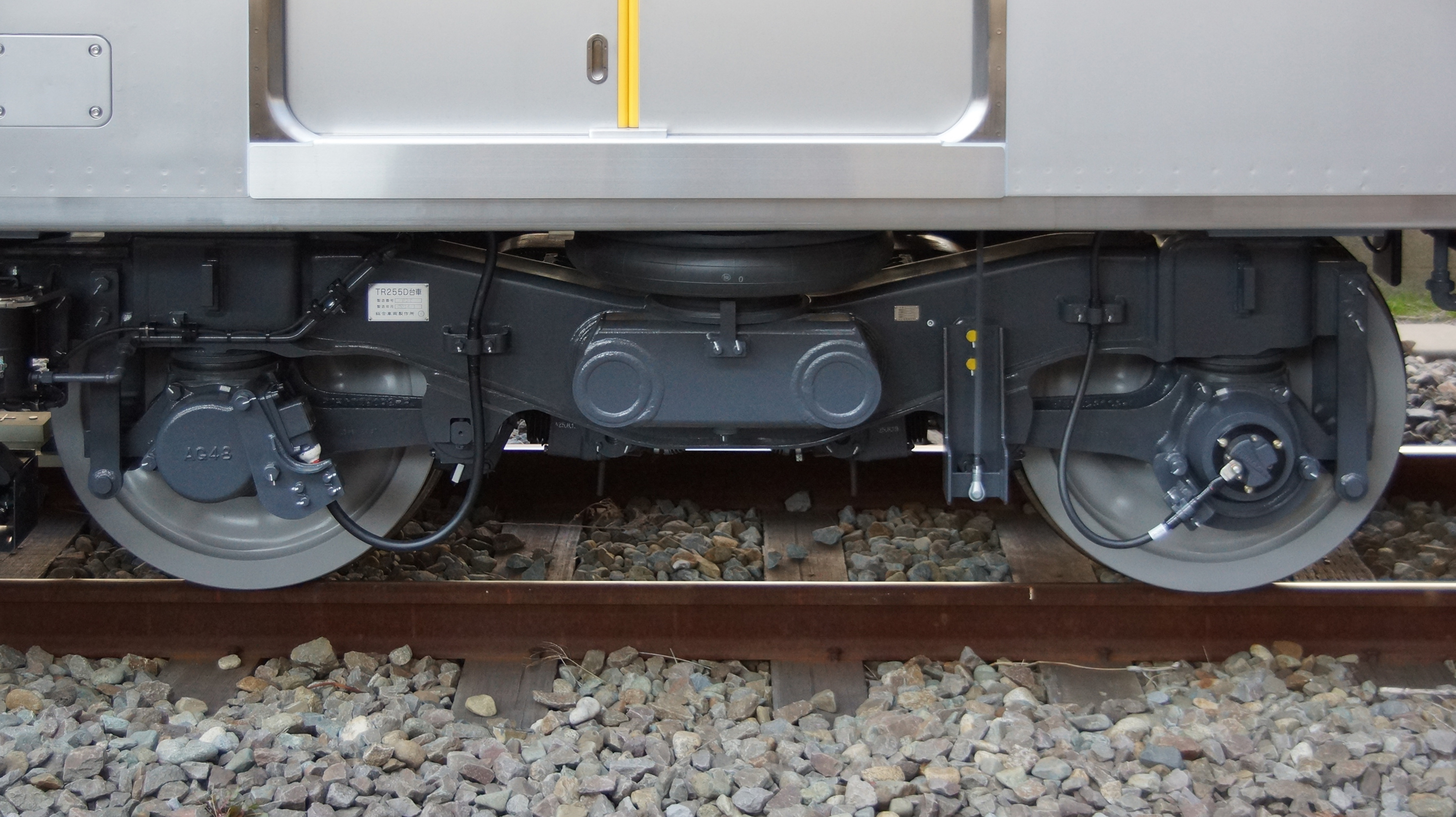
付随台車のTR255D形

### 編成構成
形式は宇都宮方の先頭車がEV-E300形、烏山方の先頭車はEV-E301形となっており、2両編成で運転される。両形式とも制御電動車で、いずれも後位側の台車に主電動機を2基装備している。EV-E301形には集電・充電兼用のシングルアーム式のパンタグラフ2基を搭載し、大きな集電電流による急速充電に対応するため、パンタグラフのすり板を強化している。
| 形式     | ← 烏山宇都宮 →   | ← 烏山宇都宮 →    |
| 形式     | EV-E301形 （Mc） | EV-E300形 （Mc'） |
|          |                  |                   |
| 搭載機器 | VVVF             | SIV・BT・CP       |

- 両先頭車とも主回路用蓄電池を5台ずつ搭載
- VVVF：電力変換装置（DC-DCコンバータ + VVVFインバータ）
- SIV：静止型インバータ補助電源装置
- BT：制御用蓄電池（室内の電源など）
- CP：空気圧縮機

## 運用
当初は宇都宮駅 - 烏山駅間2往復と宝積寺駅 - 烏山駅間1往復で運用された。列車番号は電車と同じ「M」が使用されたため、運行列車は冊子版時刻表などで表示される列車番号で確認が可能であった。2017年2月に3編成が増備され、2017年3月4日のダイヤ改正より、烏山線系統のキハ40形気動車をすべて置き換えた。
宇都宮駅 - 宝積寺駅間では走行中において、宝積寺駅 - 烏山駅間では宝積寺駅停車中と烏山駅停車中において、それぞれ充電する。
烏山線での運用最高速度は、気動車と同じく65 km/h（設計最高速度は100 km/h）である。

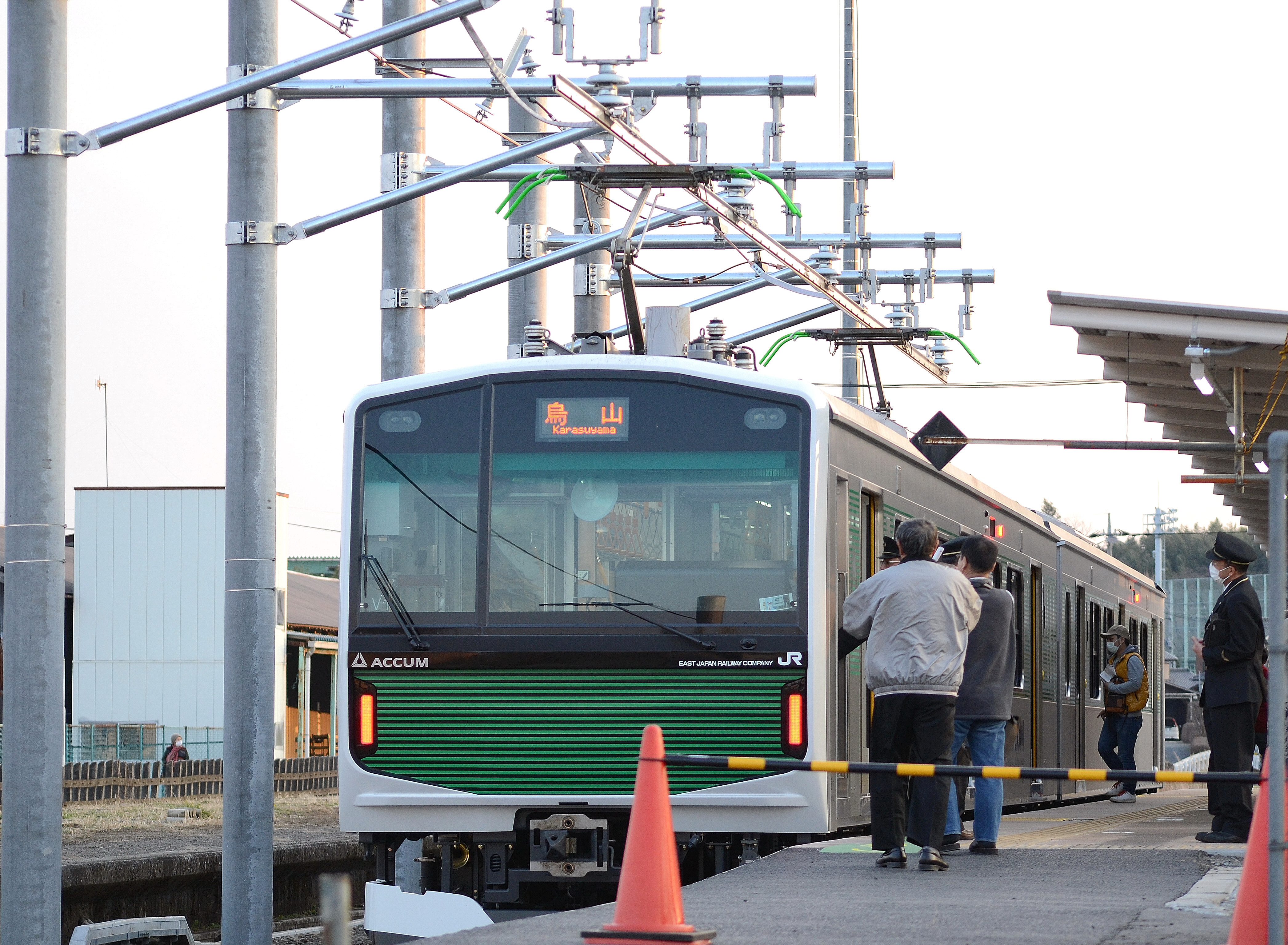
烏山駅では停車中に急速充電が行われる
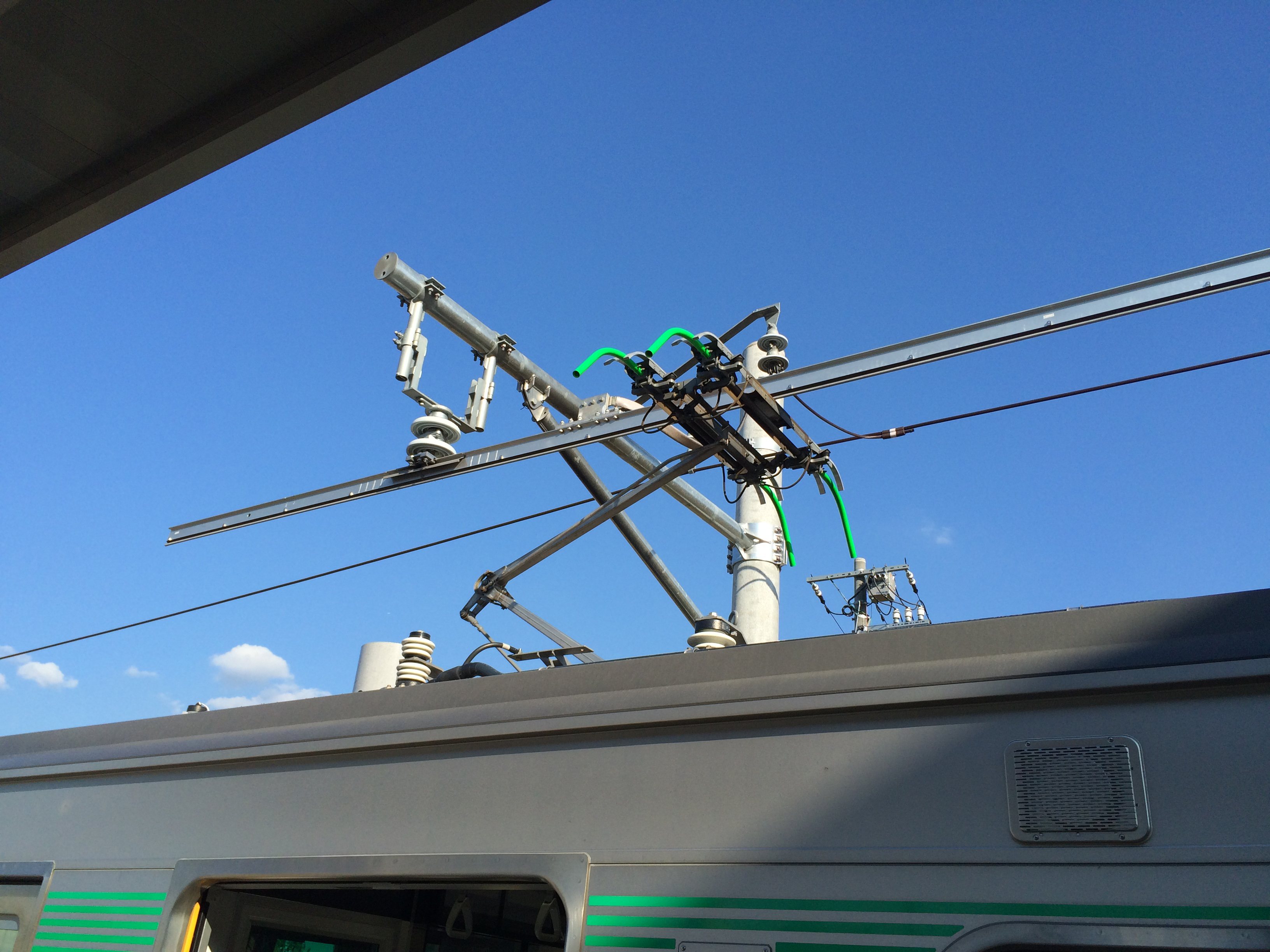
充電設備とパンタグラフ
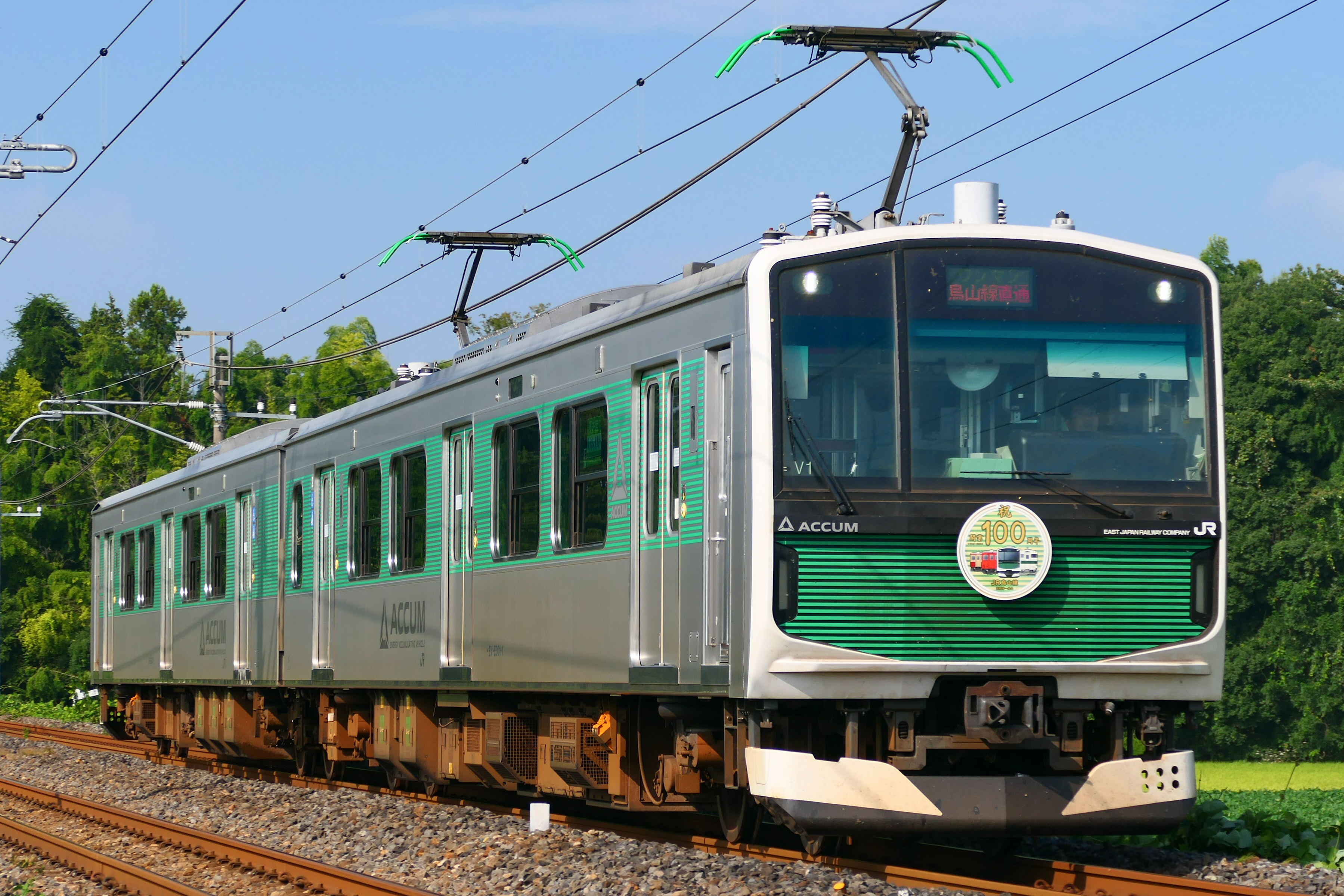
パンタグラフを上昇させて宇都宮線を走行する様子

## 車歴表
- 製造…横浜：総合車両製作所横浜事業所
- 配置…小山：小山車両センター